# Glena subannulata
Glena subannulata là một loài bướm đêm trong họ Geometridae.